# Frères Sérapion (Berlin)
Pour le cercle littéraire russe, voir Frères Sérapion.
Pour les articles homonymes, voir Sérapion.

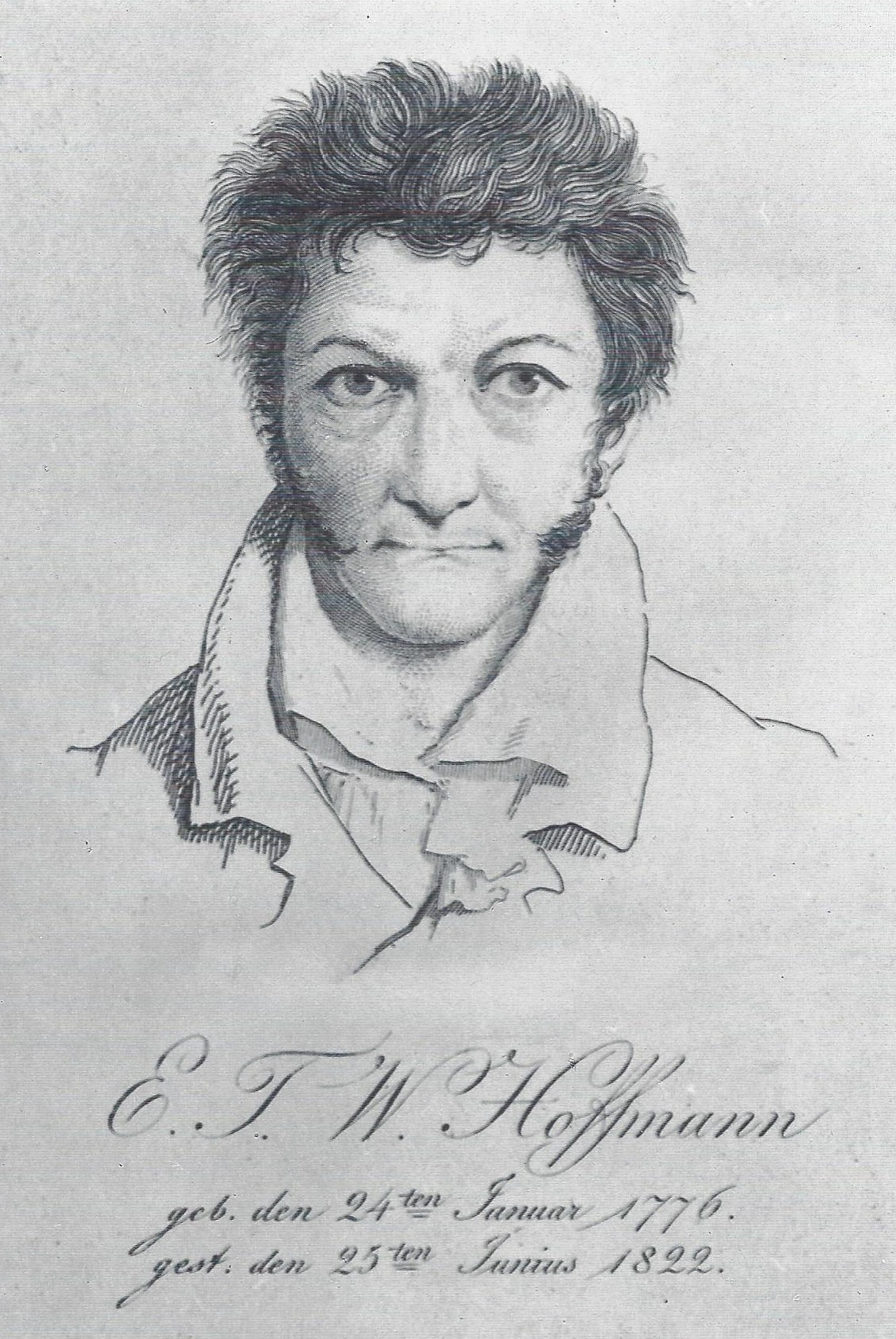
Autoportrait d'E.T.A. Hoffmann.

Les Frères Sérapion (Die Serapionsbrüder) sont un cercle d'amis berlinois d'Ernst Theodor Amadeus Hoffmann (1776–1822), à l'époque romantique.

## Les Frères Séraphin
En septembre 1814, Hoffmann quitte Dresde pour s'installer à Berlin, où il obtient une charge de fonctionnaire du royaume de Prusse. Le 12 octobre, il fonde avec Adelbert von Chamisso, Julius Eduard Hitzig et Karl Wilhelm Salice-Contessa un cercle d'écrivains qui se réunit régulièrement pour lire et discuter de littérature. Ce cercle prend, dit-on, le nom (Séraphin de Montegranaro) qui figurait ce jour-là sur le calendrier : « frères Séraphin ». Il se réunit chez Hoffmann, Contessa ou Hitzig, mais aussi dans les tavernes Manderlee, sur l'Unter den Linden, et Lutter & Wegener.
En juin 1815, Chamisso est adjoint, comme naturaliste, à l'expédition entreprise, sous les auspices du chancelier russe Roumiantsev, pour l'exploration des mers du Nord. À bord du trois mâts Rurik, il fait un voyage d'exploration autour du monde. Après son départ, le groupe se dissout progressivement.

## Les Frères Sérapion

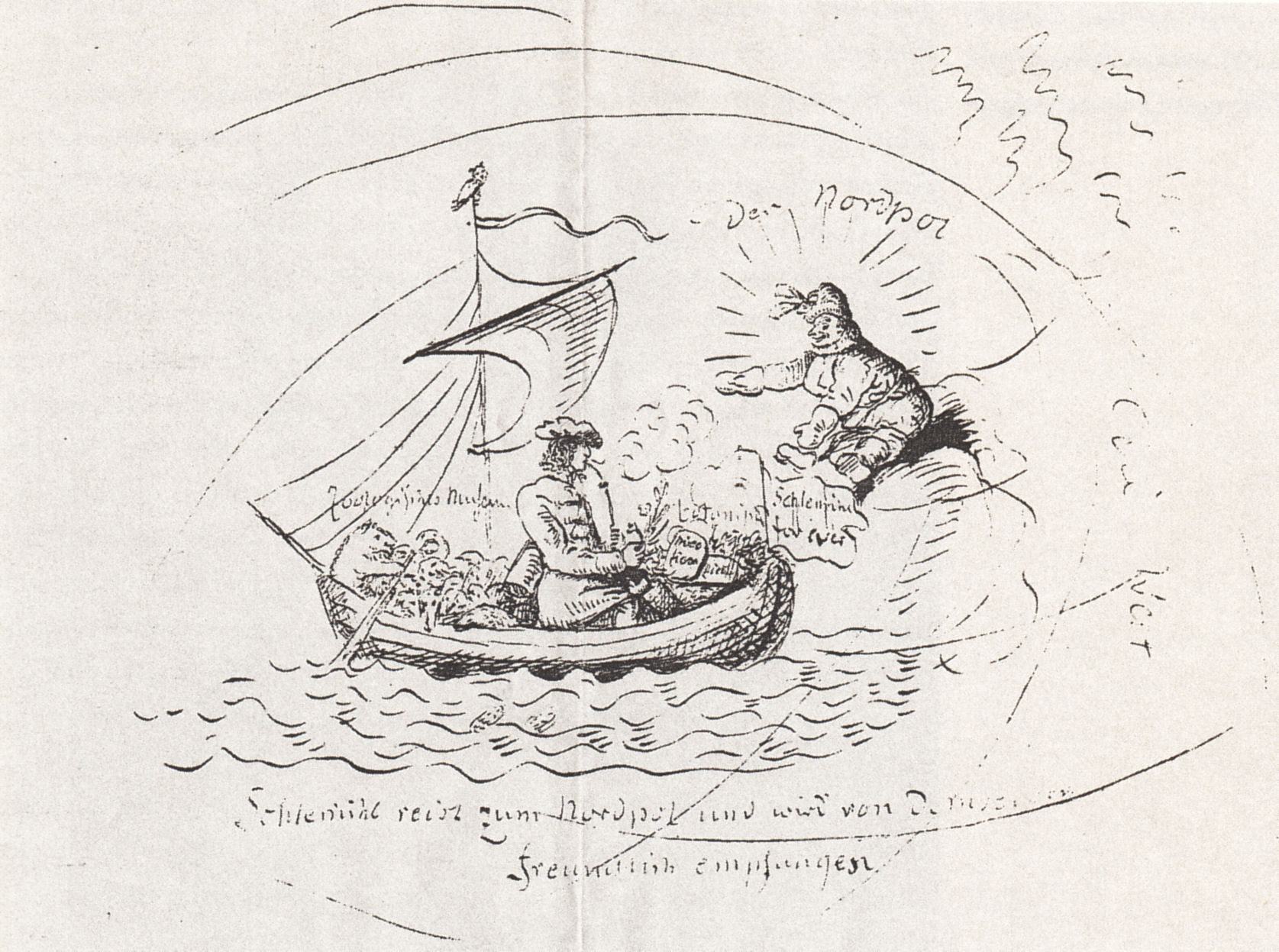
Schlemihl voyage au Pôle Nord. Caricature d'Hoffmann sur le voyage d'exploration de son ami Adelbert von Chamissos en 1816.

Le 13 novembre 1818, l'éditeur d'Hoffmann lui remet une confortable avance pour la publication d'un recueil de plusieurs volumes de nouvelles et de contes. Pour célébrer cet évènement heureux, qui met fin à une période impécunieuse, l'auteur invite ses amis des anciens « Frères Seraphin » à son domicile le lendemain, pour faire revivre le groupe littéraire, d'autant que Chamisso vient de rentrer de son voyage. L'épouse d'Hoffmann prend le calendrier. Ce jour-là est fêté Sérapion. Aussi décide-ton de rebaptiser le cercle les « Frères Sérapion ». Il se peut aussi ce nom rende hommage à l'ermite du même nom qui, persuadé d'être la réincarnation du saint, vit alors dans une forêt proche de Bamberg.
Les Frères de Sérapion comprennent les membres suivants :
- Theodor Gottlieb von Hippel, l'ami d'enfance d'Hoffmann ;
- Julius Eduard Hitzig, collègue d'Hoffmann et son premier biographe ;
- le poète Friedrich de La Motte-Fouqué, qui fait des apparitions occasionnelles[2] ;
- le conteur et naturaliste Adelbert von Chamisso ;
- le dramaturge, conteur et marchand Karl Wilhelm Salice-Contessa ;
- l'officier prussien Friedrich von Pfuel ;
- le docteur David Ferdinand Koreff, qui a rejoint le groupe plus tard, comme le comédien Ludwig Devrient, et semble en avoir modifié le caractère et le ton[2] ;
- le théologien Johann Georg Seegemund.

D'autres ont participé de temps à autre aux rencontres du groupe, en tant qu'invités.

## Le titre du recueil

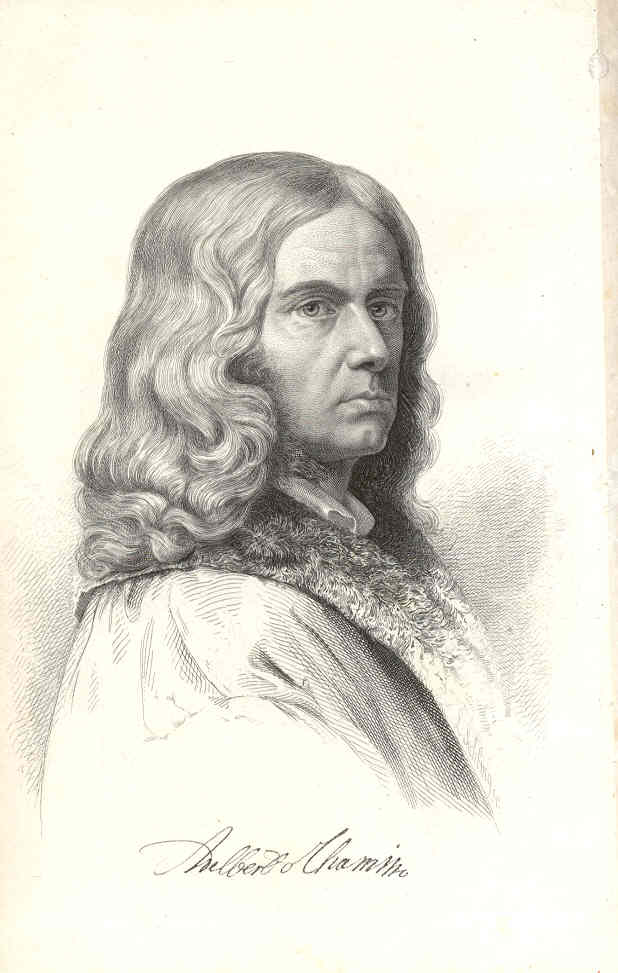
Portrait d'Adelbert von Chamisso (Œuvres de Chamisso, cinquième édition augmentée, tome 1, Berlin, Weidmannsche Buchhandlung, 1864).

En février 1818, l'éditeur berlinois Georg Reimer offre à Hoffmann de publier un recueil de contes et nouvelles déjà parus mais éparpillés. Hoffmann suggère de donner de l'unité à cet ensemble disparate de textes en les présentant dans un encadrement fictif de lectures et de conversations entre un groupe d'amis à la manière du Phantastus de Ludwig Tieck et du Décaméron de Boccace (bien qu'Hoffmann ne le cite pas). Il envisage également de l'intituler Les Frères de Séraphin. Recueil de Nouvelles et contes, d'après le nom de l'ancien groupe littéraire. Quand le groupe est reconstitué, cependant, Hoffmann retire le sous-titre et appelle simplement le recueil Les Frères de Sérapion.
Lors de huit rencontres, un groupe d'amis — Ottmar, Théodore, Lothaire, Cyprien, Vincent, et Sylvestre — présente, dans un encadrement narratif fictif, vingt-huit histoires, dont dix-neuf ont un titre, qu'il commente afin de déterminer leur qualité et s'ils adhèrent ou non à un certain « principe de Sérapion » qui se précise, aux yeux du lecteur, avec la progression du récit. On a tenté de déterminer, particulièrement dans les anciennes études savantes, si les personnes réelles qui pouvaient se cacher derrière les personnages. Par exemple, Ottmar, Théodore, Sylvestre et Vincent seraient respectivement Hitzig, Hoffmann, Contessa et Koreff. En fait, tous les narrateurs correspondent à Hoffmann lui-même.